# Label environnemental
Ne pas confondre avec Écolabel européen
 (janvier 2021).
Si vous disposez d'ouvrages ou d'articles de référence ou si vous connaissez des sites web de qualité traitant du thème abordé ici, merci de compléter l'article en donnant les références utiles à sa vérifiabilité et en les liant à la section « Notes et références ».
Un label environnemental, ou label écologique, est un label de qualité utilisé pour établir qu'un produit ou un acteur possède un impact réduit sur l'environnement. Le terme « écolabel » est également utilisé, bien qu'il désigne plus spécifiquement l'écolabel européen, label environnemental officiel de l'Union européenne, seul label écologique officiel utilisable dans tous les pays membres de l’Union européenne.

## Caractéristiques
Un label environnemental est généralement volontaire, c'est-à-dire qu'il est librement choisi par l'entité cherchant à l'obtenir. Il est également payant, l'organisme émetteur recouvrant les frais associés au processus d'émission, comme la tenue d'audits.
Il peut être attribué autant à un type de produit (aliment, matériau) qu'à un service (transports propres, construction écologique comme la HQE), voire plus globalement à un producteur ou à une chaîne d'acteurs (producteur-transformateur-transformateur-vendeur et éventuellement recycleur).
Plusieurs mesures sont mises en place pour assurer le respect du règlement associé au label, comme la vérification par un ou plusieurs certificateurs réputés indépendants, ou la traçabilité tout au long de la chaîne de production. Le règlement est un ensemble de principes, critères ou indicateurs validés par un conseil d'administration ou une entité désignée par les acteurs ayant créé le label. Celui-ci peut avoir une portée régionale, nationale ou internationale, et inclure des représentants d'institutions internationales, de collectivités et d'États.
Pour s'assurer d'être facilement identifiable auprès du public, un label est représenté par un logo (marque, signe, numéro…), qui, lorsqu'il est apposé sur un produit, présente aux acheteurs la garantie que ce produit a un impact réduit sur l'environnement par rapport à d'autres produits similaires ou équivalents. Cette garantie peut être consultée et comparée en accédant au cahier des charges du produit, du service ou de l'entité concernée.
Le label est généralement attribué provisoirement, de nouveaux audits ou démarches administratives devant confirmer le respect continu des critères d'admissibilité à terme.

## Diversité des écolabels
On peut classer les écolabels en différentes catégories :
- Selon l'objet sur lequel ils portent, par exemple la nourriture (aliment biologique), le bois/papier et les meubles (Forest Stewardship Council - FSC, le programme de reconnaissance des certifications forestières - PEFC), les peintures (NF environnement), les produits ménagers...
- Selon le service sur lequel ils portent, par exemple les projets de labellisation en écotourisme, les labels concernant l'architecture (tels que le HQE, Minergie) les espaces verts écologiques (Eve), le recyclage des emballages ou des papiers (label APUR)...
- Selon leur portée géographique, il peut par exemple être mondial (FSC, PEFC), supranational (paneuropéens, panafricains, panasiatique…), européen (EMAS), national (NF environnement, L'Ange bleu, Le Cygne blanc, l'organisation d'événements sportifs Athl'éthique), régional...
- Selon qu'il s'agisse d'un produit directement produit du vivant, issu de la nature (arbre, aliment..) ou d'un produit transformé (peinture…)
- Selon leur système de certification, qui s’apprécie en fonction de leur transparence, de leur objet, des exigences (qualitatives, quantitatives), des principes et critères d’attribution du certificat, du rôle du (ou des) certificateur(s) et, enfin, du type de vérification (et donc des indicateurs) qu’ils mettent en place.
- Selon leur mode de création :
  - auto-déclarés par des ONG ou des filières industrielles ou commerciales,
  - ou proposés par des collectivités (ex. : Union européenne, État) ou groupement d'intérêt public (Association française de normalisation), qui relayent en fait une demande de lobbies industriels et/ou de groupes de pression environnementaux ou de consommateurs.
- Selon leur caution environnementale : avec ou sans conseil scientifique ou social, avec ou sans caution d'ONG sociales, environnementales ou associations de consommateurs, et lorsqu'il y a caution, elle peut être mondiale (comme avec le FSC avec le World Wide Fund for Nature ou Greenpeace jusqu'à leur retrait en 2018 pour sanctionner des manquements au cahier des charges[2]), ou nationale (comme avec le PEFC qui, compte tenu de son fonctionnement proche du terrain, ne peut accepter que des ONG nationales ou régionales dans ses conseils d'administration et entités régionales).
- Selon leur souci ou leurs exigences éthiques : développement soutenable, commerce équitable, droits et développement des communautés autochtones sont au cœur du FSC.

L'écolabel répond à des normes et référentiels internes et externes (loi du pays, lois du siège social et parfois (ex. : FSC ou PEFC) conventions internationales ou mondiales, même si elles ne sont pas transcrites dans la législation du pays ou du pays du siège social de l'entreprise).
On peut parler d'écosociolabel quand le label comprend également (ex. : FSC) un volet social.

## Systèmes de certification
Les systèmes d'écomanagement concernant les produits issus de la nature reposent sur 4 éléments principaux :
- Les principes et/ou critères, traduits dans un cahier des charges que la gestion, forestière, agricole (agriculture bio ou autre[3], de la pêche..) doit satisfaire ;
- des indicateurs, qui mesurent l'application des critères dans la gestion ;
- le système, dont la structure et le fonctionnement doivent garantir que les critères sont effectivement respectés tout au long de la chaîne ;
- la chaîne de traçabilité, identifiée, sûre et suivie.

## Intérêt des écolabels
Les produits respectueux de l'environnement sont considérés comme des « credence good » (qui peut se traduire littéralement par « bien de croyance »). Cela signifie que leur qualité ne peut être vérifiée par le consommateur ni avant l'achat (« search goods » ou « bien d'examen ») ni lors de sa consommation (« experience goods » ou « bien d'expérience »). L'acte d'achat repose alors uniquement sur la confiance que le consommateur porte à la marque.
L'intérêt des écolabels naît de ce problème de non-vérifiabilité par le consommateur : c'est l'organisme certificateur qui va s'occuper de contrôler les variables environnementales pour lui. Cette démarche permet également à l'entreprise d'attester la bonne foi de ses pratiques.
Les écolabels doivent, en théorie, réduire l'asymétrie d'information entre les consommateurs et les vendeurs, rendant ainsi le marché plus transparent. Reste ensuite à se pencher sur la crédibilité et l'indépendance des différents labels.

## Crédibilité
Les labels écologiques sont plus ou moins crédibles et transparents, avec une grande variété de cahiers des charges et de modes de travail des certificateurs.
L'écocertification est basée sur des principes, des critères à respecter, et des indicateurs destinés à mesurer la manière dont ils sont respectés, ou le chemin à parcourir pour atteindre un objectif annoncé. Si pour certains labels, tous les principes et critères sont obligatoires en tout temps et tout lieu (comme pour le FSC), pour d'autres labels ils sont susceptibles (pour tout ou partie) de varier selon les choix des entités nationales ou locales (par exemple : PEFC qui comprend, en plus de critères obligatoires, des critères ou indicateurs « volontaires » variants selon les régions de façon à s'adapter aux caractéristiques des forêts locales).
En cas de non-respect du cahier des charges, le type de mesures correctives et le délai accordé pour les mettre en place, ou les modalités d'exclusion du label, font partie des éléments de crédibilité. C'est cette crédibilité, en particulier les modalités très différentes d'application selon les pays, que Greenpeace a remis en cause en décidant de se retirer du FSC en 2018.
Certains labels intègrent des indicateurs quantitatifs et qualitatifs chiffrés obligatoires (ex. : FSC). D'autres sont moins précis et préfèrent rendre obligatoire une notion d'amélioration continue (par exemple : PEFC qui intègre la démarche ISO 14 000 pour les entités régionales qui organisent la mise en place du label à échelle régionale ou supra-régionale). D'autres moins exigeants se basent sur des chartes et des principes non vérifiables ou difficilement vérifiables, faute d'indicateurs de performance, d'état ou de pression chiffrés.
La plupart des écolabels intègrent une ou plusieurs « cautions environnementales », généralement en invitant un expert ou une association de protection de l'environnement dans le conseil d'administration des entités aux échelles globale et locales, parfois associées aux processus de certification sur le terrain. Un tiers du conseil d’administration du FSC est ainsi composé d'ONG environnementalistes, dont le WWF, une ONG internationale reconnue, et un autre tiers est composé de représentants de la sphère sociale. PEFC en France a intégré un représentant de France Nature Environnement, association représentative d'un niveau national.
La caution environnementale externe et indépendante est une précaution utile : de nombreux sondages (dont Eurobaromètre en Europe) ont montré que c'est aux ONG et non aux industriels ou aux autorités nationales ou locales que le public accorde le plus de confiance pour les informations concernant l'environnement.

## Exemples d'écolabels

Logo de l'écolabel Pavillon bleu (Blue Flag).
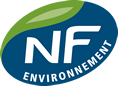
Logo de l'écolabel NF environnement.

- Le Pavillon bleu (Blue Flag), créé par l'Office français de la fondation pour l'éducation à l'environnement en Europe (1985) décerné aux plages du monde pour leur propreté et la qualité de leur eau ;
- La Clef verte (Green Key), accordée par la Fondation pour l'éducation à l'environnement aux gestionnaires d'hébergement touristique qui s'engagent à minimiser leur impact sur l'environnement[9] ;
- L'Écolabel européen, institué dans tous les pays de l'Union européenne et en Suisse ;
- Le label Église verte (2017), porté par la Conférence des évêques de France, la Fédération protestante de France, l'Assemblée des évêques orthodoxes de France, et le Conseil d'Églises chrétiennes en France, destiné aux paroisses et églises locales.
- Label d'agriculture biologique : l’agriculture biologique constitue un mode de production qui trouve son originalité dans le recours à des pratiques culturales et d’élevage soucieuses du respect des équilibres naturels. Ainsi, elle exclut l’usage des produits chimiques de synthèse, des OGM et limite l’emploi d’intrants. Du point de vue de la certification, c'est une agriculture qui nécessite un niveau d'observation continu assez important.
- Agriculture biodynamique : Dans le cas d'un vin biodynamique, les pratiques biodynamiques peuvent s'appliquer, selon le producteur, autant aux méthodes de culture de la vigne qu'à l'élaboration du vin. La biodynamie considère que la plante, le sol et la terre sont un écosystème dont il s'agit d'assurer l'équilibre. Elle se traduit dans des pratiques qui tendent à abolir tout intrant de synthèse, à apporter des soins favorisant la qualité de la terre et l'enracinement de la vigne, à travers notamment l'utilisation de préparations biodynamiques, le travail du sol souvent au cheval et l'application de calendriers solaire et lunaire. Ces méthodes ne font pas l'unanimité dans la filière viti-vinicole. Les tests scientifiques ont démontré que les pratiques de l'agriculture biodynamique ne produisaient pas de résultats différents de ceux de l'agriculture biologique traditionnelle. La biodynamie fait l'objet de beaucoup de critiques.
- HVE : L’agriculture à haute valeur environnementale (HVE) est une certification créée et encadrée par le ministère de l'Agriculture et de l'Alimentation français, qui vise à valoriser les productions issues d’exploitations agricoles qui s’engagent volontairement dans des démarches respectueuses de l’environnement. Initiée en 2011, c’est une démarche globale de préservation de l’environnement qui ne certifie pas la qualité d’un produit mais la qualité environnementale d’une ferme. La certification HVE est une démarche à l’initiative des agriculteurs et accompagnée par l’ensemble des acteurs concernés des sphères agricole et agro-alimentaire. Elle s'applique tout à fait à la viticulture. Cette démarche est composée de 3 niveaux de progression où seul le troisième niveau permet d'utiliser la mention HVE.
- Viticulture raisonnée : La viticulture raisonnée est l'application à la viticulture du concept d'agriculture raisonnée. L'agriculture raisonnée est une démarche qui est pas mal appliquée en France, elle prend en compte la protection de l'environnement, la santé et le bien être animal. Le principe est d'optimiser le résultat économique en maîtrisant les quantités d’intrants utilisées.
- Terra Vitis : C'est une fédération nationale regroupant des associations de viticulteurs de plusieurs régions de France (environ 900 dont 90 en Gironde) dont l'objectif est de mettre en place la production intégrée située à mi-chemin entre l'agriculture biologique et l'agriculture traditionnelle.
- Le label Longtime (2018) pour démarquer les produits conçus pour durer et lutter contre l'obsolescence programmée.

### Certification française NF environnement
La marque NF environnement concerne des produits qui ont un impact environnemental réduit. C'est une certification française au sens du Code de la consommation.
Ce label, détenu et géré par AFNOR Certification, offre une double garantie : la qualité d'usage et la qualité écologique. Il assure la prise en compte des impacts environnementaux sur tout le cycle de vie du produit. Le produit doit répondre à un cahier des charges précis, notamment en faveur de l'environnement. Il peut s'appliquer à toute sorte de produits à l'exception des produits pharmaceutiques, des produits agro-alimentaires, des services et du secteur automobile.
L'élaboration des critères de cet écolabel est faite en partenariat avec les industriels, les associations et les pouvoirs publics. L'attribution de cet écolabel se fait par certification auprès d'une tierce partie indépendante.

## Histoire de l'écocertification forestière
Après l’invention de la tronçonneuse, en dépit des alertes de la FAO et de l’ONU, la seconde moitié du XXe siècle a été caractérisée par une exploitation effrénée des forêts, et en particulier des forêts tropicales d’Afrique, d’Amérique du Sud et d’Asie du sud-est, mais aussi de forêts tempérées comme les forêts pluvieuses ou ombrophiles de l'Amérique du Nord-Ouest.
L'idée d'un système de preuves (certification) adressées au consommateur ou au public vient des États-Unis, et date du milieu du XXe siècle.
Alors que la guerre accélérait les coupes, aux États-Unis l'immense forêt semblait encore sans fin, et les forestiers ne se préoccupaient pas de replanter ou de restaurer l'écosystème après leurs coupes rases.
En Europe, où la forêt avait presque disparu dans certains pays comme la France à la fin du Moyen Âge, les cultures d'arbres sont déjà multiséculaires dans les années 1940. On commence même à parler d'alternatives plus respectueuses de l'environnement, avec la forêt jardinée (ou jardinisée), gérée en bouquet ou « pied à pied », selon des principes dits proche de la nature par les sylviculteurs de l’école émergente Prosilva. Les forestiers européens n'envisageaient pas pour autant une certification que le marché n’imposait pas encore.
La notion de Tree farming connait un rapide succès aux États-Unis à partir des années 1940. Il s'agit pour les propriétaires forestiers de répondre aux critiques du public les accusant de couper ou laisser couper les arbres à une vitesse et une ampleur dépassant largement les possibilités de renouvellement écologique, sans même reboiser.
Quelques propriétaires forestiers privés ont donc eu l’idée d’un label, nommé ATFS, certifiant au public le reboisement à hauteur de ce qu'il avait pris par les forestiers après leur passage, ainsi que la non-atteinte aux forêts primaires tempérées déjà relictuelles.
Le label est d'abord et surtout utilisé pour certifier des monocultures de résineux, peupliers ou des cultures de sapins de Noël. Ainsi est né le 1er label forestier, durant la Seconde Guerre mondiale, en 1941 précisément, avec une 1re « ferme d'arbre » labellisée ATFS dans l'État de Washington. D'autres propriétaires forestiers ont ensuite adopté le label en Californie. Il est aujourd'hui présent dans 46 États et le concept fait école ailleurs avec plus ou moins de succès pour les cultures d’hévéa, eucalyptus ou palmier à huile.
La notion de durabilité était affirmée dès 1941, mais non celle de soutenabilité. En effet planter des alignements monospécifiques de clones de même classe d’âge produit un agrosystème extrêmement appauvri et fragile, très éloigné des riches écosystèmes forestiers. Il s'agira du principal argument des premiers détracteurs de ce label dans les années 1970.
Peu à peu, la biodiversité, puis la composante aménitaire (loisirs, écotourisme, belle nature...) sont devenus des critères de l’ATFS, sans toutefois de réflexion approfondie sur l'importance de la diversité génétique ou de la naturalité des arbres eux-mêmes. La biodiversité prend une importance croissante, mais reste pour certains propriétaires une notion floue, ou au mieux réduite au gibier, au poisson et aux champignons.
Le label ATFS a été ouvert aux propriétaires qui ne voudraient pas couper leurs arbres, à condition que leur boisement ait une vocation récréative, ou de protection de l'eau ou de la biodiversité. Ceci a accru la sympathie du public pour le label, mais on ignore le pourcentage de la surface certifiée gérée de cette manière. On a notamment reproché à ce label d’avoir été fait par des propriétaires pour des propriétaires, ainsi que de certifier une grande variété de gestion de qualité très inégale sans distinction. En effet ce label n'impose pas de seuils, d'indicateurs, d'objectifs précis ou chiffrés, ni ne prend en compte les droits ancestraux de populations amérindiennes ou inuit.
Une inspection de la forêt est faite tous les 5 ans par un des 4 400 forestiers volontaires de l’association (volunteer inspecting foresters), mais ces inspecteurs, s’ils présentent l’avantage d'être bénévoles, peuvent-ils vraiment être considérés comme indépendants ?
Le label veut garantir le respect de normes internes, et s’appuie sur une règle commune et un guide de bonnes pratiques (standards and guidelines), mais ce cadre est jugé très sommaire par les détracteurs du label. Certains s’étonnent aussi du sponsoring de BASF, devenu l’un des grands producteurs de pesticides, utilisés entre autres pour la culture des arbres.

## Labels forestiers
Face à la destruction accélérée des forêts primaires et face à l’absence totale de réglementation internationale sur la gestion sylvicole, dans les années 1980, certaines ONG environnementales, des collectivités ou consommateurs individuels ont envisagé ou promu un boycott des bois tropicaux. Dans le même temps, de grandes campagnes appelant à la protection de forêts primaires étaient conduites pour sensibiliser la population et les élus. Toutefois ça n'a pas arrêté la vague de destruction.
Le boycott peut avoir plusieurs effets pervers :
- l'accélération de la conversion déjà entamée des forêts en terres agricoles (herbages, soja…) au détriment des populations autochtones et en général du sol, de l’eau, de l’air et des écosystèmes ;
- le report des achats de bois vers le béton, l’aluminium ou les plastiques, matériaux à empreinte écologique également problématique, faisant appel à des ressources non renouvelables. Enfin, freiner l’usage des bois tropicaux ;
- le report de la pression des acheteurs de bois vers les forêts boréales ou tempérées (Canada, Finlande, Sibérie, Norvège…) ;
- la création d’arbres OGM produisant leur propre insecticide Bt, tolérants à un désherbant total, à croissance accélérée (c’est-à-dire consommant plus d’eau et de nutriment), sans lignine, etc.

Pour aider le consommateur à identifier le bois venant de forêts gérées de manière durable ou éco et socio-responsable (gestion soutenable) et aider leurs propriétaires ou exploitants à investir dans cette gestion plus écologique, éthique et socio-responsable, plusieurs groupes ont créé des écolabels dont le contenu et la portée sont variables. Ils visent à certifier la gestion forestière en amont et pour certains labels toute la filière (« certification de chaînes de contrôles »). Une limite est qu'une partie du marché peu visible du public (palettes, bois de coffrage, etc.) échappe à la demande d'écocertification, sauf si les entreprises qui les utilisent l'exigent, ce qui n'est pas ou très rarement le cas.
Exemples de labels forestiers nationaux intégrant une dimension environnementale
- Australie : AFS (Australian Forestry Standard)[10] ;
- Brésil : CERFLOR (portugais) (Certificação Florestal)[11] ;
- Canada : CSA (Canadian Standards Association)[12] ;
- Chili : CERTFOR (Sistema de Certificación de Manejo Forestal Sustentable)[13],[14] ;
- États-Unis : ATFS (American Tree Farm System) + SFI (Sustainable Forestry Initiative)[15] ;
- Finlande : FFCS (Finnish Forest Certification System[16],[17] ;
- Indonésie : LEI (Lembaga Ekolabel Indonesia)[18] ;
- Malaisie : MTCC (Malaysian Timber Certification Council)[19] ;
- Pays-Bas : Keurhout (hollandais)[20],[21].

Exemples de labels pancontinentaux
- Programme de reconnaissance des certifications forestières est créé en 1999. D'abord paneuropéen, il est d'envergure mondiale depuis 2004[22],[23] ;
- Forest Stewardship Council, qui couvre la planète depuis sa création en 1993 (anglais)[24].

### Label FSC
FSC signifie Forest Stewardship Council que l'on pourrait traduire par « Conseil de bonne gestion de la forêt ».
Créé avec l'appui du WWF après le Sommet de la Terre à Rio de Janeiro (Brésil, juin 1992), à la suite de l'échec des négociations sur la protection des forêts, il concerne le bois et les produits dérivés du bois ou de la forêt (tropicale ou tempérée) et vise à garantir le respect des principes du développement soutenable.
Ainsi, ce logo, apposé sur du bois ou des produits à base de bois, garantit la gestion durable des forêts sur la base des critères économiques, sociaux et environnementaux. C'est le seul label cautionné par 70 ONG environnementales, dont les deux principales qui sont WWF et Greenpeace.
C'est le seul écolabel forestier qui accorde autant de place aux aspects sociaux et économiques qu'aux aspects environnementaux, y compris dans la composition des 3 collèges de son conseil d'administration. Il est aussi réputé comme le plus crédible et transparent (le plan de gestion de la forêt est mis à disposition du public) et le plus exigeant des labels internationaux (le respect de tous les principes et critères sont obligatoires). Il est le seul à accorder une place obligatoire aux populations aborigènes et à tous les usagers de la forêt pour veiller à ce que les forces du marché ne portent pas atteintes aux droits des populations autochtones, sujet qui préoccupe aussi le réseau des forêts modèles.
Il est considéré comme le meilleur écolabel forestier par le WWF, Greenpeace, Les Amis de la Terre, et de nombreuses autres ONG ; il a été cité comme bon exemple d'écolabel par l'ONU et par l'Ademe (en France).

### Certification forestière PEFC
PEFC France signifie Programme de reconnaissance des certifications forestières. Il a été créé en 1999 à l'initiative de la filière forêt-bois-papier française à la suite des grandes conventions environnementales des années 1990. Cette initiative a été soutenue par des associations de protection de la nature, mais aussi des associations de consommateurs et des représentants des pouvoirs publics.
Apposée sur de nombreux produits à base de bois, la marque PEFC garantit que le produit est issu de sources responsables et qu'à travers son achat le consommateur participe à la gestion durable des forêts.
En 2016 la surface des forêts française certifiées représentait 8 millions d’hectares, soit 78 % de la forêt publique et 14 % de la forêt privée. Le PEFC compte parmi ses adhérents 63 000 propriétaires forestiers et près de 3 000 entreprises de la filière forêt-bois (exploitants, scieries, transformateurs, constructeurs, négociants, artisans, distributeurs, papetiers, imprimeurs, éditeurs…).
Système Européen à sa création en 1999, le PEFC est devenu mondial en 2001. Il est représenté par le PEFC Council (PEFCC), Organisation Internationale Non Gouvernementale à but non lucratif basée à Genève.
La marque de certification forestière PEFC s'attache à promouvoir des règles de gestion durable de la forêt. Ses priorités sont de produire du bois tout en :
- rendant pérenne la ressource forestière ;
- protégeant la biodiversité ;
- garantissant que ceux qui exploitent, possèdent, vivent et travaillent en forêt la respectent ;
- observant un équilibre entre la production, l'environnement et l'accueil des usagers visiteurs de la forêt.

## Reconnaissance mutuelle
Elle existe ou est envisagée pour certaines familles de labels. Pour ne pas discréditer un label, elle impose une exigence égale de crédibilité des labels en question. La crédibilité d’une structure de reconnaissance mutuelle dépend du système de certification le moins strict qu’elle intègre.
Il existe également un réseau fédérant plusieurs écolabels : le Global Ecolabelling Network.